# 山隈隆弘
山隈 隆弘（やまぐま たかひろ、1960年1月23日 - ）は、日本の地方公務員。横浜市総務局長、横浜市水道局長を経て、神奈川県内広域水道企業団副企業長。

## 経歴
1983年 (昭和58年) 4月、横浜市役所入庁。2002年 (平成14年) 都筑区総務部区政推進課長。16年、市民局区政支援部区連絡調整課担当課長。17年、同総務部総務課改革改善等担当課長。18年、都市経営局部次長（都市経営推進部都市経営推進課長）。19年、行政運営調整局人材組織部人事組織課長。21年、行政運営調整局人材組織部長。23年、総務局副局長。24年、消防局危機管理室長。25年4月、総務局危機管理室長。同年11月、総務局長。
28年4月、大久保智子を総務局長の後任とし、水道局長に就任。就任後に「経営基盤強化に向けてダウンサイジング」の必要性を示した。また料金体系として、加入金の値下げ、水道料金改定方針を示した。2020年 (令和2年) 3月、やはり大久保を後任として水道局長を退任。
同年7月から神奈川県内広域水道企業団副企業長。